# Ulla Raben
Ulla Raben (født 1940) er en tidligere producer, instruktør og manuskriptforfatter fra DR's B&U-afdeling samt børnebogsforfatter.
Med filminstruktøren Frits Raben, som hun giftede sig med 15. oktober 1960, har hun datteren billedhugger Rikke Raben.

## Tv-udsendelser[4]
- Jeg er syg - tror jeg nok (1973)
- Mette alene hjemme (1975-1979)
- Flemmings aftale (1977)
- Pernille (1978)
- Kikkassen (1978)
- Cigaretter og tommelfingre (1980)
- Nu er det ikke sjovt længere (1982)
- Ude på noget (1984)
- Bullerfnis (1990-1992)
- Far, mor og Blyp (1996)
- Blyppernes første år (1999)

## Filmografi
- Da Pia blev væk (1974)
- Go' morgen Morgen (1982)

## Eksterne kilder og henvisninger
1. ↑  "Ulla Raben - Forum". Arkiveret fra originalen 12. januar 2014. Hentet 12. januar 2014.
2. ↑  Rikke Raben - dansk film database
3. ↑  Frits Raben
4. ↑  Ulla Raben på danskfilmogtv.dk

- Ulla Raben på Internet Movie Database (engelsk)
- Ulla Raben på Filmdatabasen
- Ulla Raben på danskfilmogtv.dk